# I Simpson - Il film
I Simpson - Il film (The Simpsons Movie) è un film d'animazione del 2007 diretto da David Silverman e prodotto da Gracie Films. Si tratta del primo adattamento cinematografico interamente dedicato alla serie animata
Cronologicamente, la pellicola si colloca tra la fine della diciottesima stagione e l'inizio della diciannovesima stagione della serie.

## Trama
Gli astronauti Grattachecca e Fichetto sbarcano sulla Luna e piantano una bandiera americana sul suolo. Mentre il gatto proclama di essere arrivato in pace, il suo rivale lo tramortisce con l'asta e lo lascia lì. Rientrato sulla Terra da eroe nazionale, Fichetto viene proclamato presidente degli Stati Uniti. Una notte il neopresidente viene minacciato dal suo rivale di rivelare a tutti la verità sul suo conto. Dopo diversi giorni di riflessione, il topo-presidente decide di eliminare il suo rivale lanciando migliaia di missili con testate nucleari contro la Luna. Grattachecca urla di paura e i missili entrano nella sua pancia: l'ultimo di questi, al contatto con la pancia del gatto, fa scoppiare tutti gli altri uccidendolo. La scena si rivela essere quella di un film al quale la famiglia Simpson e tutti gli abitanti di Springfield stanno assistendo in un cinema. Poi Homer, attraverso un discorso, lancia la sigla del cartone.
Dopo un rapido passaggio per la cittadina, la scena si sposta sul lago di Springfield, dove i Green Day stanno tenendo un concerto al quale assistono tutti gli abitanti di Springfield in delirio. Dopo aver finito di cantare la sigla della serie, il frontman della band, Billie Joe Armstrong, si rivolge ai presenti per parlare dell'ambiente. I cittadini, dopo un breve silenzio, iniziano a lanciare lattine e sassi contro la barca sulla quale si stava esibendo la band, causandone l'affondamento. Il giorno dopo in chiesa, durante la cerimonia in memoria dei componenti del gruppo, nonno Simpson in preda a una visione mistica inizia a pronunciare frasi incomprensibili preannunciando che un disastro colpirà Springfield: tra convulsioni e frasi senza senso, la famiglia riesce a fatica a portarlo fuori dalla chiesa.
Quel pomeriggio, Homer sfida suo figlio Bart ad andare nudo in skateboard fino al Krusty Burger; il ragazzo accetta, ma una volta giunto a destinazione viene arrestato per oltraggio al pudore e legato a un palo della luce. Il padre arriva solo a tarda sera a recuperarlo al fast food, approfittandone per consumare un pasto. Mentre si gusta il suo panino, Homer vede un maialino che sta per essere ucciso e, impietosito, lo porta a casa trattandolo come un figlio, nonostante l'opposizione di sua moglie Marge, che vede nel suino una delle profezie pronunciate dal nonno. Bart, intanto, sentendosi trascurato dal padre, viene consolato da Ned Flanders, il quale, offrendogli una tazza di cioccolata calda, riesce a instaurare un legame paterno con il ragazzo: i due trascorrono così del tempo insieme.
Lisa intanto tiene un incontro nella sala congressi del municipio, dove illustra la situazione catastrofica in cui versa il lago, e riesce a convincere i cittadini a ripulirlo. Qualche giorno dopo, Homer deve recarsi in discarica per gettare un silo pieno di escrementi del maialino. Giunto all'ecocentro c'è molto traffico: non volendo aspettare Homer getta il silo nel lago, inquinandolo notevolmente.
Nel frattempo Russ Cargill, responsabile dell'Ente Protezione Ambientale (EPA), presenta al presidente cinque soluzioni drastiche per risolvere il problema: il capo di Stato, senza sapere niente del contenuto dei piani, sceglie la terza opzione, ossia rinchiudere Springfield e i suoi abitanti in un'enorme cupola di vetro trasparente per evitare che l'inquinamento dilaghi. I cittadini, rimasti intrappolati, cercano in tutti i modi di uscire, ma ogni tentativo risulta vano. La sera stessa, al telegiornale, viene rivelato che l'inquinamento del lago è legato al silo gettato da Homer. Gli abitanti di Springfield, a eccezione dei Flanders, vanno su tutte le furie e danno la caccia all'intera famiglia. I cittadini tentano addirittura di impiccarli, ma la famiglia riesce a fuggire grazie alla piccola Maggie, che nella sabbiera del giardino di casa aveva scoperto un tubo di scarico collegato all'esterno della cupola.
Ricercati dal governo e dai loro concittadini, i Simpson sono costretti a lasciare la città: dopo essersi rifugiati in un vicino hotel, Homer propone alla famiglia di trasferirsi in Alaska per ricominciare una nuova vita lontano da tutti. Nel frattempo a Springfield la situazione diventa sempre più drammatica: col passare dei giorni iniziano a mancare i beni di prima necessità, e la goccia che fa traboccare il vaso è la fine delle riserve di caffè, dalla quale nasce una rivolta che porta i cittadini a cercare di infrangere la superficie di vetro. Cargill, di nuovo alla Casa Bianca, si offre di rimediare presentando altre cinque soluzioni per risolvere il problema: manipolando il presidente, fa sì che scelga la quarta opzione, che consiste nel far scoppiare una potente bomba sulla città, uccidendone gli abitanti.
La famiglia Simpson viene a conoscenza del piano del governo. Marge e i figli decidono di ritornare a Springfield per tentare di salvarla, mentre Homer si rifiuta di tornare indietro, ricordando di come gli abitanti abbiano cercato di ucciderli. Ne nasce così un'accesa discussione con i suoi familiari e soprattutto con Marge, che decide di partire con i figli e abbandonando Homer, volendo addirittura rompere il loro matrimonio (a dimostrarlo è il fatto che gli abbia lasciato un filmato di addio registrato sulla stessa videocassetta dove era stato registrato il video delle loro nozze). Homer, rattristato, torna sui suoi passi e si rimette in viaggio per cercare la sua famiglia. Viene trovato da una sciamana inuit che gli fa compiere un mistico viaggio alla ricerca di sé stesso, facendogli capire quanto la sua famiglia e i suoi concittadini siano importanti per lui. Una volta superata questa esperienza, Homer ritrova la fiducia in sé stesso e parte per tornare a Springfield.
Nel frattempo Marge e i suoi figli intanto si stanno recando in treno verso casa: la loro conversazione viene però intercettata dai servizi segreti che, all'arrivo a Seattle, li arrestano e li conducono in una Springfield ormai devastata e gli abitanti ridotti in miseria.
Anche Homer è riuscito ad arrivare nei pressi della cupola, da cui tenta di entrare. Da un'apertura praticata sulla sommità della cupola viene intanto calata una bomba a orologeria, piccola ma estremamente potente: dopo diversi inutili tentativi di disinnescarla, gli abitanti di Springfield decidono di arrampicarsi pur di sfuggire alla distruzione; Homer, arrivato nel frattempo in città, si arrampica sull'apertura superiore dall'esterno e si cala dalla fune, provocando la caduta degli abitanti che stavano cercando di fuggire.
Homer si riconcilia con Bart, e i due scalano la parete della cupola a bordo di una moto; Bart lancia l'ordigno fuori dal buco appena prima dello scadere del tempo, e l'esplosione che segue disintegra la cupola. Cargill, furibondo, decide di uccidere personalmente Homer e Bart, ma viene colpito in testa da un masso lanciato da Maggie.
Scongiurato il pericolo, Homer si riconcilia con i suoi concittadini, ma soprattutto si riappacifica anche con sua moglie Marge, e si allontana insieme a lei baciandola sulla motocicletta, lasciando gli abitanti di Springfield a ricostruire la città.

## Produzione
La produzione del lungometraggio è avvenuta durante la lavorazione della serie televisiva, nonostante le affermazioni degli addetti ai lavori secondo cui il film sarebbe stato realizzato solo alla fine della messa in onda in TV. In realtà, voci sulla realizzazione di un possibile lungometraggio basato su I Simpson circolavano fin dalle prime stagioni.
James L. Brooks ha affermato che in origine la trama dell'episodio Kampeggio Krusty (primo episodio della quarta stagione) sarebbe dovuta sfociare in un film, ma i problemi riscontrati nella realizzazione della sceneggiatura hanno ostacolato il progetto. Varie difficoltà, tra cui la mancanza di una sceneggiatura adeguata a un film, hanno causato la posticipazione del progetto.

## Colonna sonora
La colonna sonora del film, composta da Hans Zimmer, è stata pubblicata su CD il 24 luglio 2007 dalla Adrenaline Music. Nel CD è compresa Spider Pig, parodia di Spider-Man Theme Song, interpretata nel film da Homer Simpson. Non è inclusa invece la versione della sigla di apertura cantata dai Green Day.

## Distribuzione
Il film è stato distribuito nelle sale cinematografiche in quasi tutto il mondo dal 25 luglio 2007, mentre in Italia l'uscita è stata posticipata al 14 settembre, risultando la sestultima nazione nel mondo a vedere il film.

### Data di uscita
| Date di pubblicazione internazionali | Date di pubblicazione internazionali | Date di pubblicazione internazionali |
| Paese                                | Titolo film                          | Date                                 |
| ------------------------------------ | ------------------------------------ | ------------------------------------ |
| Francia                              | Les Simpson - Le film                | 25 luglio 2007                       |
| Regno Unito                          | The Simpsons movie                   | 25 luglio 2007                       |
| Argentina                            | Los Simpson - La película            | 26 luglio 2007                       |
| Australia                            | The Simpsons movie                   | 26 luglio 2007                       |
| Croazia                              | Simpsoni film                        | 26 luglio 2007                       |
| Germania                             | Die Simpsons - Der film              | 26 luglio 2007                       |
| Portogallo                           | Os Simpsons - O filme                | 26 luglio 2007                       |
| Spagna                               | Los Simpson - La película            | 26 luglio 2007                       |
| Canada                               | The Simpsons movie                   | 27 luglio 2007                       |
| Svezia                               | The Simpsons - Filmen                | 27 luglio 2007                       |
| Turchia                              | Simpsonlar - Sinema filmi            | 27 luglio 2007                       |
| Stati Uniti                          | The Simpsons movie                   | 27 luglio 2007                       |
| Messico                              | Los Simpson - La película            | 2 agosto 2007                        |
| Paesi Bassi                          | De Simpsons - Der movie              | 16 agosto 2007                       |
| Brasile                              | Os Simpsons - O filme                | 17 agosto 2007                       |
| Grecia                               | The Simpsons - Η Ταινία              | 30 agosto 2007                       |
| Italia                               | I Simpson - Il film                  | 14 settembre 2007                    |
| Giappone                             | ザ・シンプソンズ MOVIE               | 15 dicembre 2007                     |

## Promozione

### Trailer allegati
Il primo teaser trailer del film fu diffuso dalla Apple il 31 marzo 2006. Al termine del teaser compare la data "July 29, 2007". Lo stesso video fu trasmesso negli Stati Uniti, in televisione, nel corso dell'episodio de I Simpson del 2 aprile.
Due successivi trailer iniziano con una parodia dei film tridimensionali, che ha protagonista un coniglio, interrotta bruscamente da un'apparizione del barista Boe. Nella seconda metà del video, nel primo trailer, appare Homer che tenta di abbattere un camion blindato con una palla demolitrice che finisce per colpirlo. Nel secondo trailer, Homer tenta di piantare un chiodo tra due tegole del tetto, infilzandosi il martello nell'occhio destro, mentre suo figlio, Bart, lo deride. Successivamente tenta di colpire Bart col martello ma sfonda il tetto e finisce all'interno della casa.
Il terzo trailer, invece, si apre con un disegno della faccia di Homer (la voce: "una linea verrà tracciata e quindi colorata in giallo"), per proseguire nelle scene dove guida degli husky, ma alla fine viene sbranato dagli stessi. Nella scena successiva, Ned mostra a Bart gli stati confinanti con Springfield: Ohio, Nevada, Maine e Kentucky (in realtà questi stati non sono confinanti tra loro). Ora prende posto il signor Burns, che davanti a Winchester, Apu e il Dr. Hibbert, afferma che con i due bottoni che ha dietro la scrivania, può sguinzagliare i segugi o dare l'energia alla città. L'inquadratura si sposta sulla famiglia, che su un'asta di legno cerca di passare nella casa dei Flanders, con tutta la folla sotto che grida: "Vogliamo Homer! Vogliamo Homer!". Homer poi viene appeso con una corda sull'albero e chiede scusa. A seguire una carrellata dei personaggi. Tra questi, la famiglia, Burns, Smithers, Krusty, Boe, gli amici di Homer, Winchester. Poi Bart va nella chiesa di Springfield e abbraccia Ned che lo aspetta. La voce in sottofondo afferma che "Il destino del mondo sarà in bilico". Poi Bart, guardando dal cornicione, vede Homer che gioca con un maialino. Subito dopo un pezzo tratto dal secondo trailer. Il trailer finisce con il logo "The Simpsons Movie" in tre dimensioni, e confermò l'uscita nelle sale in quasi tutto il mondo tra il 25 e il 27 luglio 2007.

## Accoglienza

### Incassi
Attraverso un concorso indetto dalla Fox Network e dal quotidiano USA Today, la première mondiale del film è avvenuta nella Springfield del Vermont. Negli Stati Uniti, il film ha incassato nel primo weekend di programmazione un totale di 74 milioni di dollari, risultando di gran lunga il film con il maggior incasso di quel fine settimana. Inoltre, I Simpson – Il film ha sorpassato Mission: Impossible 2 al primo posto nella classifica dei film di maggior successo tratti da una serie televisiva. Fuori dagli USA, il film ha incassato nella prima settimana di programmazione 96 milioni di dollari; in particolare, 27.8 di questi solo nel Regno Unito.
In Italia il film è stato ben accolto raggiungendo in soli tre giorni di programmazione circa 5.943.400 €. I Simpson - Il film è stato il più visto nelle sale italiane nella prima settimana di programmazione battendo il record precedentemente stabilito da Shrek terzo, e rimanendo inoltre in testa al box office fino alla quarta settimana di programmazione.
Complessivamente, il film ha incassato globalmente 536414293 $ classificandosi ai tempi come 12° film d'animazione dai maggiori incassi nella storia del cinema, con il tempo il film è sceso al 50° fino al 20 luglio 2024.

### Critica
Il film è stato globalmente accolto positivamente da critica e pubblico, soprattutto da parte dei fan della serie. Sul sito di recensioni Rotten Tomatoes, ha un indice di gradimento dell'87% delle recensioni positive, sulla base di 221 recensioni, con un voto medio di 7.5/10. Il consenso del sito cita: «Il film dei Simpson contiene le risate di cuore, la satira pungente e il ritratto onesto di una famiglia americana che rende lo spettacolo così popolare. E vanta un'animazione brillante e una scrittura raffinata che rievoca i giorni di gloria dello spettacolo». Il film, inoltre, ottiene su Metacritic un punteggio di 80 su 100 sulla base di 36 recensioni.

## Riconoscimenti
- 2008 - Golden Globe
  - Nomination Miglior film d'animazione
- 2007 - British Comedy Awards
  - Miglior commedia cinematografica
- 2007 - National Movie Awards
  - Miglior animazione
- 2007 - Nickelodeon UK Kids' Choice Awards
  - Favourite Toon
  - Best Movie of the Year
- 2008 - Premio BAFTA
  - Nomination Miglior film d'animazione

## Sequel
Il primo episodio della diciannovesima stagione dei Simpson, Gli piace volare e d'oh... lo fa!, si apre con una sorta di sequel al film, con la città di Springfield distrutta e in fase di ricostruzione, Bart che scrive alla lavagna "Non aspetterò altri venti anni per fare un film", i cinque protagonisti che ritornano alla loro casa in fase di ricostruzione e quando si recano in sala sul divano trovano il maiale di Homer e in sottofondo si sente la canzone Spider-Man Theme Song. Riguardo a un seguito per il cinema, Matt Groening ha detto di essere certo della sua futura realizzazione, ma di non avere nessuna indicazione sui tempi necessari per realizzarlo e, viste le tempistiche decennali con cui si è svolta la produzione concomitante con lo sviluppo degli episodi televisivi, i lavori per un seguito dovrebbero partire una volta conclusosi il ciclo della serie televisiva.
Nel luglio 2017, Silverman e Jean hanno dichiarato che il sequel era nelle prime fasi di sviluppo, mentre sottolineava che la produzione a pedaggio della prima foto occupava tutto il personale. Il 10 agosto 2018 è stato riferito che un sequel de I Simpson - Il film è in fase di sviluppo.
Il 22 luglio 2019 Matt Groening ha dichiarato al Comic-Con di non avere "dubbi" sul fatto che la Disney produrrà probabilmente un sequel un giorno.
Nel luglio 2021, Jean ha dichiarato che le discussioni per il potenziale sequel si erano bloccate a causa della pandemia di COVID-19. Nel maggio 2024, Jean ha espresso le sue speranze per un sequel: "Voglio vedere il business dell'animazione tornare completamente a quello che era prima della pandemia. E poi, penso che se fosse così, avrebbe senso fare I Simpson in modo teatrale".